# 렌넬날여우박쥐
렌넬날여우박쥐(Pteropus rennelli)는 큰박쥐과에 속하는 박쥐의 일종이다. 솔로몬 제도의 렌넬섬에서 발견된다.

## 특징
보통 크기의 박쥐로 몸통 길이는 154~166mm이고 전완장은 121~126mm, 몸무게는 최대 170g, 날개폭은 최대 87cm이다. 털이 짧다. 몸의 털은 대체적으로 갈색빛을 띤다. 가슴 가운데와 배 쪽은 어둡고 어깨는 황갈색을 띠는 반면에 머리는 회갈색이다. 주둥이는 길고 뾰족하다.

## 생태
나무 속에 은신한다. 먹이는 열매이다. 암컷은 한 번에 한 마리의 새끼를 낳는다. 기대 수명은 약 8~9년이다.

## 분포 및 서식지
솔로몬제도의 렌넬섬에 제한적으로 분포한다.